# عدد کوانتومی خوب
در مکانیک کوانتومی، با فرض هامیلتونین {\displaystyle H} و داشتن عملگر {\displaystyle \Omega } با ویژه‌بردارها و ویژه‌مقدارهای {\displaystyle \Omega |q_{j}\rangle =q_{j}|q_{j}\rangle }، عددهای {\displaystyle q_{j}} را عدد کوانتومی خوب می‌نامند اگر هر ویژه‌بردار {\displaystyle |q_{j}\rangle } با گذشت زمان یک ویژه‌بردار عملگر {\displaystyle \Omega } با همان ویژه‌مقدار باقی بماند.

## توضیح ریاضی
اگر {\displaystyle \Omega |q_{j}\rangle =\Omega \sum _{k}c_{k}(0)|e_{k}\rangle =q_{j}|q_{j}\rangle }، (که {\displaystyle e_{k}} ویژه‌مقادیر هامیلتونین هستند) لازم است برای همه‌ی ویژه‌بردارهای {\displaystyle |q_{j}\rangle } داشته باشیم:
{\displaystyle \Omega \sum _{k}c_{k}(0)\exp(-ie_{k}t/\hbar )\,|e_{k}\rangle =q_{j}\sum _{k}c_{k}(0)\exp(-ie_{k}t/\hbar )\,|e_{k}\rangle }
تا عدد {\displaystyle q} یک عدد کوانتومی خوب باشد. 
قضیه:
شرط لازم و کافی برای اینکه عدد q که یک ویژه‌مقدار عملگر {\displaystyle \Omega } است خوب باشد، آن است که {\displaystyle [\Omega ,\,H]=0} .
برهان: فرض کنیم  {\displaystyle [\Omega ,\,H]=0} . اگر {\displaystyle |\psi _{0}\rangle }  یک ویژه‌بردار {\displaystyle \Omega } باشد طبق تعریف داریم {\displaystyle \Omega |\psi _{0}\rangle =q_{j}|\psi _{0}\rangle } . سپس:
{\displaystyle \Omega |\psi _{t}\rangle =\Omega \,T(t)\,|\psi _{0}\rangle }
{\displaystyle =\Omega e^{-itH/\hbar }|\psi _{0}\rangle }
{\displaystyle =\Omega \sum _{n=0}^{\infty }{\frac {1}{n!}}(-iHt/\hbar )^{n}|\psi _{0}\rangle }
{\displaystyle =\sum _{n=0}^{\infty }{\frac {1}{n!}}(-iHt/\hbar )^{n}\Omega |\psi _{0}\rangle }
{\displaystyle =q_{j}|\psi _{t}\rangle .\quad \square }